# Goal.com
Goal.com建立于2004年，前稱SoccerAge.com，是一家介绍国际足球新闻的网站。Goal.com是现今世界上最大的足球网站之一，有17种不同语言版本，覆盖超过200个国家。Goal.com通过其网站和论坛为用户提供及时足球资讯，比分直播，比赛前瞻和最新的转会动态。

## 特色

### 冠军联赛经理
在2008年夏天，Goal.com开始运营由詹姆斯·巴雷特(James Barrett)设计的冠军联赛经理游戏，这个游戏吸引了全球大约25万用户参与。
冠军联赛经理是一个Web足球游戏，允许参加者选择一些球员并自己排兵布阵。根据自己球员们在现实比赛中的表现，玩家获得相应的分数。玩家也能自己创立迷你联赛和自己的朋友同场竞技。.获胜者将获得更高的分数。

### 赛事直播
Goal.com提供英超、西甲、意甲、欧冠、欧洲联盟杯以及其他一些赛事的直播。赛后，网友可以根据球员的表现，自己评出比赛中的最佳球员(top)和最差球员(flop)。

### 社区
Goal.com社区是一个包含6种语言的网络论坛，用户可以在此畅谈足球。在此的网友多为英国人、西班牙人和意大利人。